# Eudócia (esposa de Justiniano II)
Eudócia foi uma imperatriz-consorte bizantina, esposa de Justiniano II, e reinou durante um período conhecido como "Anarquia de vinte anos".. 

## Imperatriz
O nome e o local onde Eudócia foi sepultada foram preservados na obra Sobre as Cerimônias de Constantino VII, mas quase nada mais se sabe sobre ela.
Presume-se que ela tenha se casado com Justiniano II durante o seu primeiro reinado e deve ter morrido (ou se divorciado) antes do segundo casamento do imperador (deposto na época) com Teodora da Cazária em 703.
Uma filha dos dois é citada na crônica de Teófanes, o Confessor, e no Chronographikon syntomon, do patriarca Nicéforo I. Ela teria sido prometida a Tervel da Bulgária entre 704 e 705 em troca da ajuda militar do cã búlgaro. Acredita-se que ela se chamava "Anastácia" em homenagem à avó, como era o costume da época.

## Possíveis descendentes
Genealogistas modernos teorizam que Eudócia e Justiniano II possam ter tido outros descendentes entre nobres e nas casas reais da Bulgária e do Império Bizantino. Estas teorias se baseiam na suposição de que "Anastácia" teria de fato se casado com Tervel. Porém, os cronistas bizantinos relatam de forma muito fragmentária as linhagens reais búlgaras da época e não há distinção clara das relações que os monarcas búlgaros tinham uns com os outros. Assim, há pouca evidência para suportar estas teorias para além de um nível hipotético.